# Aeroportul Francisco de Orellana
Aeroportul Francisco de Orellana (IATA: OCC, ICAO: SECO) este un aeroport din Provincia Napo, Ecuador ce deservește zona El Coca⁠(d). Aeroportul a fost tranzitat în 2018 de 57.225 de pasageri. A fost numit după zona deservită.
Situat la o altitudine de 253 m, aeroportul dispune de o singură pistă.